# Egyesült Nemzetek Információs Irodája - Bécs
A bécsi Információs Iroda egy az ENSZ 63, a Tájékoztatási Osztályhoz (DPI) tartozó szervezetét magába foglaló, a világot behálózó család tagja. Közös céljuk, hogy – a szervezet tevékenységéről és a szervezetet érintő ügyekről a közvéleményt tájékoztatva – segítsék az Egyesült Nemzeteket önálló törekvéseinek beteljesítésében.
A bécsi Információs Iroda feladata kettős. Információs központként négy tagországot – Ausztria, Magyarország, Szlovákia és Szlovénia – tájékoztat. Ezen országokban – az ENSZ helyi képviselőjeként – az Információs Iroda célja az Egyesült Nemzetek munkájának és céljainak minél alaposabb megismertetése. Ennek érdekében az Információs Iroda kapcsolatba lép a médiával, kormányzatokkal, akadémiákkal, iskolákkal és civil szervezetekkel. Emellett az Egyesült Nemzetek Bécsben székelő szervezeteinek egyéni programjairól való tájékoztatásban és azok népszerűsítésében is segítséget nyújt. Végül: az Egyesült Nemzetek bécsi Kommunikációs Csoportjának Titkárságaként is funkcionál.

## Körbevezetés és előadások
A bécsi Információs Iroda körbevezetéseket szervez a Bécsi Nemzetközi Központban, az Egyesült Nemzetek négy központjának – New York, Genova, Nairobi, Bécs – egyikében.
A látogatói szolgálat emellett az ENSZ dolgozóinak tolmácsolásában az ENSZ munkájáról általánosságban beszámoló előadásokat és a Bécsben székelő szervezetekről szóló ismertetéseket is szervez.

## Sajtóakkreditáció
A bécsi Információs Iroda éves akkreditációt ajánl a sajtó azon jóérzésű dolgozóinak, akik az ENSZ-rendszer ügyeiről tájékoztatnak. Az akkreditációt elnyerő újságírók bebocsátást nyernek a Bécsi Nemzetközi Központba, értesítést kapnak az ENSZ bécsi eseményeiről, továbbá meghívják őket a Bécsi Nemzetközi Központ által rendezett sajtótájékoztatókra és eseményekre.

## Civil kapcsolatok
Ma több mint 1500, komoly információs programokkal rendelkező, az ENSZ ügyei iránt érdeklődő civil szervezet működik együtt az ENSZ Tájékoztatási Osztályával. Ezek a szervezetek kapcsolatot teremtenek az emberekkel világszerte. Az UNIS NGO Összekötő Osztálya fenntart egy listát, amely mintegy 400 helyi NGO-képviselő, kutatóintézet, agytröszt és a civil társadalom más kezdeményezéseinek neveit tartalmazza.

## Kiadványok és tájékoztatók
A bécsi Információs Iroda tájékoztató anyagokat ad ki az Egyesült Nemzetek tevékenységével, az aktuális nemzetközi ügyekkel kapcsolatban. Köztük megtalálhatók a sajtókiadványok német, magyar, szlovák és szlovén nyelvű változatai, háttéranyagok, a főtitkár nyilatkozatai, valamint a bécsi székhelyű szervezetek munkájáról szóló információk angolul és más nyelveken. Minden kiadvány megtalálható az Információs Iroda honlapján.

## Könyvtár/hivatkozási bázis
Az Információs Iroda könyvtára adatokat tartalmaz az Egyesült Nemzetek rendszerére vonatkozóan. Többek között tájékoztató anyagok, a Biztonsági Tanács rendelkezései, a legfrissebb kiadványok, az ENSZ legújabb jelentései az ENSZ poszterei, és számos témával foglalkozó kiosztmányai érhetőek el. Az Információs Iroda bécsi hivatkozási könyvtárát szabadon használhatják látogatók, újságírók és – előzetes megbeszélés alapján – diákok, valamint az ENSZ összes dolgozója. Az Egyesült Nemzetek rendszerével foglalkozó széles kört érintő anyagok mellett különös figyelmet kaptak a Bécsben székelő, kábítószer-ellenőrzéssel, bűnmegelőzéssel, világűrrel foglalkozó szervezetekre vonatkozó anyagok. Különböző tájékoztató és népszerűsítő anyagok (kiosztmányok, jelentések, poszterek) és kiadványok kis számban ingyenesen elvihetők. Az Információs Iroda könyvtára szükség esetén érdeklődő magánszemélyeknek és szervezeteknek is segítséget nyújt, hogy ENSZ-dokumentumokat megtaláljanak.